# Parque provincial Piñalito
El parque provincial Piñalito (o El Piñalito) es un área natural protegida provincial ubicada en el departamento San Pedro de la provincia de Misiones, Argentina.
Es un triángulo con base en la Ruta Nacional 14 y su vértice casi en la frontera con Brasil, sobre el río Pepirí Guazú. Se encuentra a 40 km de San Pedro y a 50 km de Bernardo de Irigoyen. Tiene una superficie aproximada de 3800 ha y es la única área de conservación de altura de la provincia. Está administrado por la Dirección General de Ecología de la Subsecretaría de Ecología dependiente del Ministerio de Ecología y Recursos Renovables.
Es una de las áreas importantes para la conservación de las aves de Argentina.

## Creación
Fue creado el 27 de noviembre de 1997 por la sanción de la ley provincial n.º 3467. Los dos sectores incluidos tienen una superficie de 3796 ha 87 a 50 ca y 7 ha 62 a 77 ca. Fue modificada en 2002 por la ley n.º 3905 que agregó hectáreas al parque. Los terrenos pertenecían al antiguo establecimiento El Piñalito, un centro maderero de la región. El proyecto de parque fue iniciado a principios de 1990 por Cat Survival Trust, organización de Inglaterra dedicada a la preservación de felinos y encabezada por el médico y ambientalista británico Terry Moore. Los terrenos fueron comprados después del cierre del establecimiento en 1992 por esta organización y la fundación Rainforest Foundation (Fundación selva misionera) y luego cedidos a la provincia.
Objetivosprotección de la selva paranaense de altura con presencia de helechos arborescentes. Preservación de la biodiversidad, especialmente de los felinos.

## Protección
Está dentro del área del «bosque modelo de San Pedro» -programa nacional para fomentar el manejo sustentable de los ecosistemas forestales- que abarca 443 514 ha de selva paranaense, junto con otras áreas naturales protegidas, entre ellas la reserva de la biosfera Yabotí, el parque provincial Cruce Caballero y la reserva Yaguaroundí;  y está incorporado al Corredor Verde, creado por Ley n.º 3631 en 1999, como área integral de conservación y desarrollo sustentable, que cruza la provincia de Misiones de norte a sur, con una superficie de un millón de hectáreas aproximadamente -es decir, un tercio de la provincia de Misiones- y que incluye al parque nacional Iguazú, el parque provincial Urugua-í, la reserva de la biosfera Yabotí y el parque provincial Salto Encantado.
Está incluido en una AICA denominada «reserva provincial Piñalito y alrededores» de 30000 ha, con categoría A1, A2 y A3. Esta área incluye las propiedades Forestal Tobuna y Las Ratas. 
Se han registrado unas catorce especies de aves consideradas globalmente amenazadas, por ejemplo el águila monera, el yacutinga, el loro vinoso, el carpintero cara canela y el batará pecho negro.

## Ambiente
El parque se encuentra en la ecorregión selva Paranaense, también llamada ecorregión de la selva misionera, que está comprendida en el complejo bosque atlántico o mata atlántica. Presenta un relieve escarpado en donde las alturas rondan los 760 m s. n. m., con cañadones y arroyos con cascadas. Los arroyos Manduví y Cisnandez, afluentes del río Pepirí Guazú, atraviesan el área de norte a sur, con numerosas caídas de agua de 5 m a 12 m de altura. Hacia el oeste del parque hay presencia de humedales que alimentan al arroyo Sidra.

## Biodiversidad

### Flora

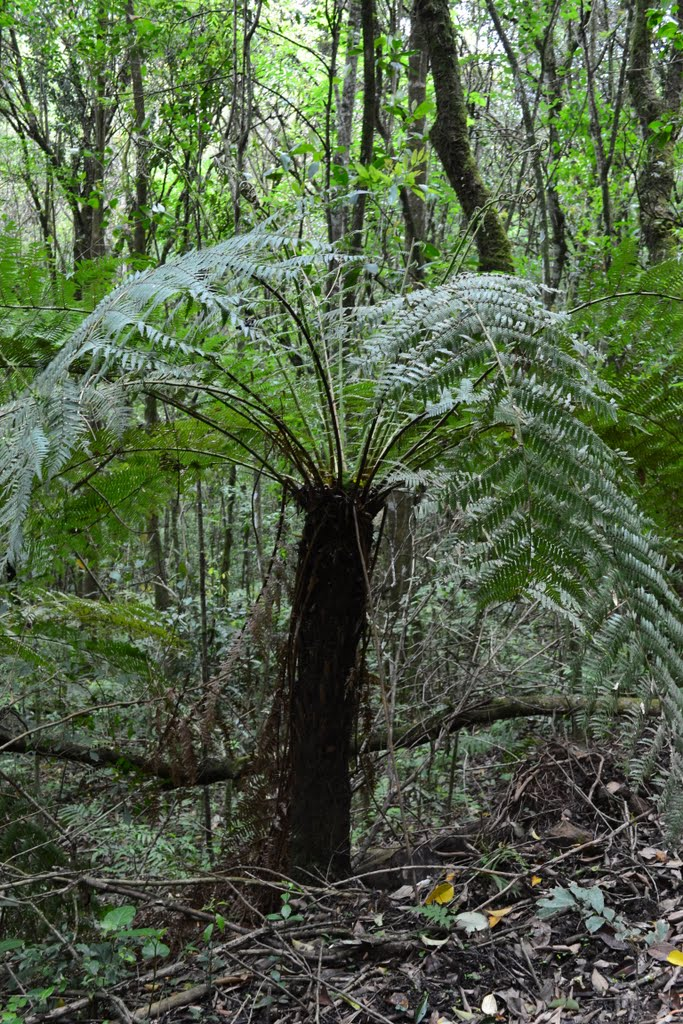
Dicksonia sellowiana, helecho arborescente.

Casi la totalidad del área está cubierta de selva virgen. Corresponde a los distritos fitogeográficos planaltense y de las selvas mixtas, de la provincia fitogeográfica paranaense. 
Tiene humedales con orquídeas y bromelias; entre los árboles del parque predominan el pino Paraná o araucaria, el laurel, el guatambú y el palo rosa; hay selvas mixtas de laurel y guatambú, de laurel, guatambú y pino Paraná y de laurel, guatambú y palo rosa; y selvas de pino Paraná con helechos arborescentes chachí bravo y chachí manso.  Los helechos chachís de las especies Cyathea atrovirens (chachí bravo), Alsophila plagiopteris, Alsophila procera (Hemitolis sp.) y Dicksonia sellowiana (chachís mansos) fueron declarados monumentos naturales en 2005 por Ley provincial n.º 2932.

### Fauna
Mamíferos

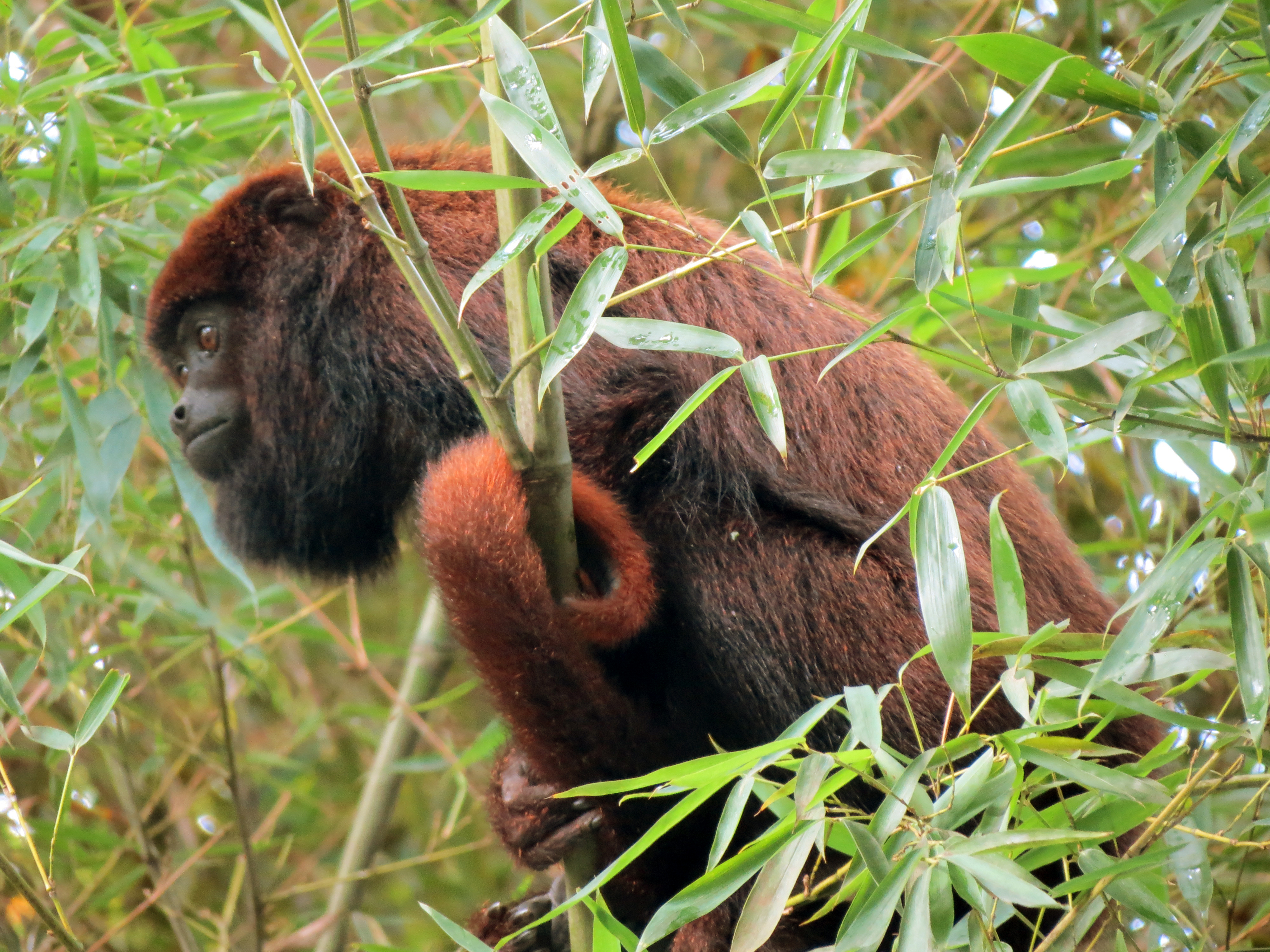
Alouatta guariba clamitans, mono carayá rojo, especie en peligro de extinción en Misiones.

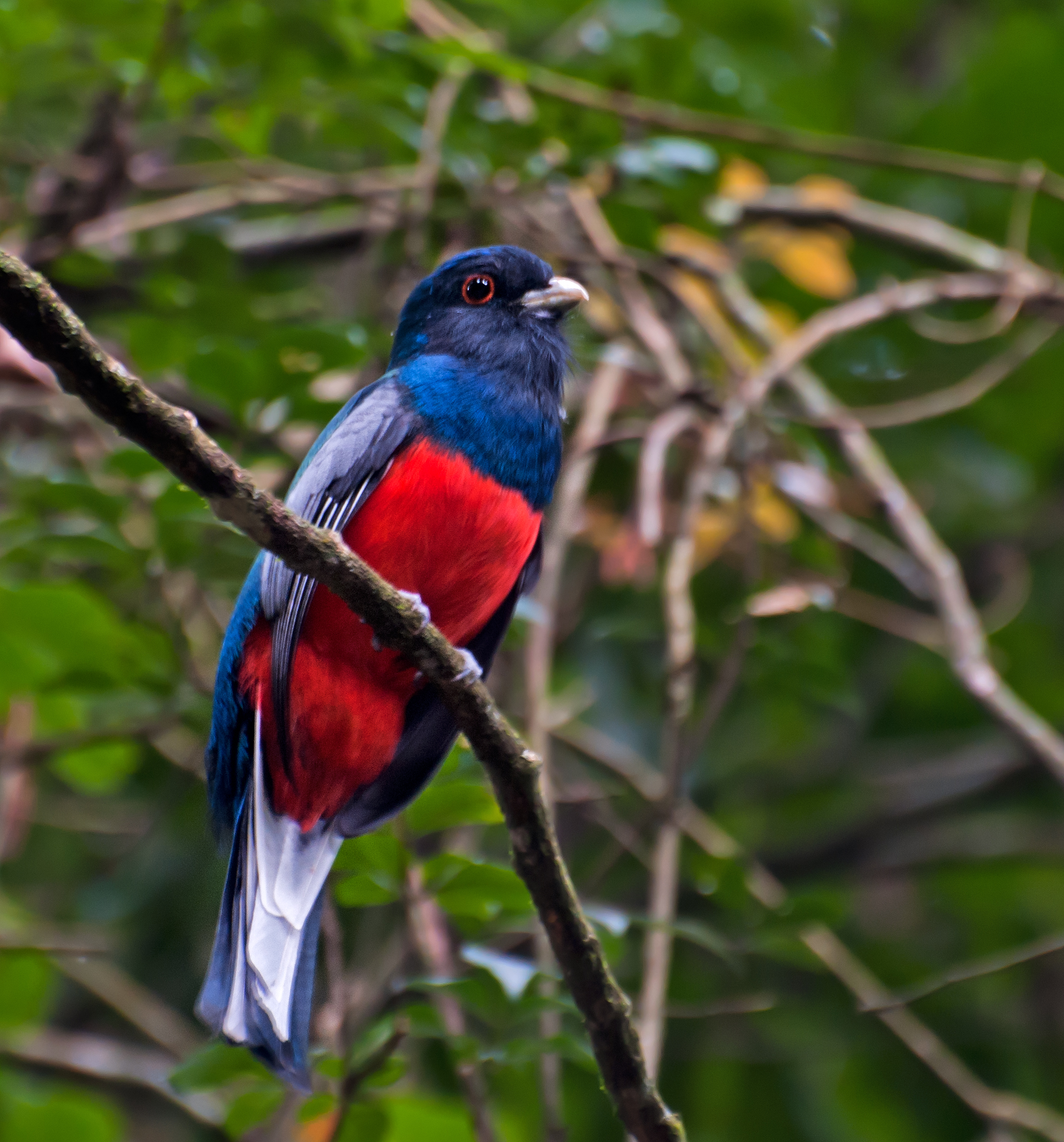
Surucuá común (Trogon surrucura).

Habitan el parque los felinos jaguarundi, ocelote, tigrillo, puma misionero y gato tigre o tirica; primates como el mono caí oscuro, el mono carayá negro y el mono carayá rojo o carayá colorado austral, cuya distribución en Argentina se restringe a la provincia de Misiones y se encuentra amenazada de extinción en la zona; los roedores agutí bayo, coendú misionero y paca; y otros mamíferos como el zorro cangrejero, el tatú ai y el tapetí. 
Aves
En el área se encuentran loros como el chiripeé cabeza verde, el loro maitaca, el loro vinoso -especie amenazada por la pérdida de hábitat-, y la catita cabeza roja. También habitaba el área el maracaná lomo rojo, hoy desaparecido en la provincia. Hay palomas, por ejemplo la paloma picazuro y el yerutí común; pájaros carpinteros como el carpintero arcoíris y el carpintero oliva manchado; rapaces, entre ellas, el jote de cabeza negra y el halcón montés chico; las perdices macuco y tataupá rojizo; 
entre los pájaros y aves canoras se encuentran: suirirí silbón, mosqueta de cabeza canela, mosqueta de cara canela, mosqueta de ceja amarilla, mosqueta de anteojos, vireón cejirrufo o Juan chiviro, zorzal colorado, reinamora grande, gallito overo, jilguero dorado, frutero corona amarilla, arañero coronado chico, calandria grande, pitiayumí o reinita montañera, arañero silbón, tiluchi ala rojiza, tiluchi colorado, tarefero, pijuí plomizo, pijuí ceniciento, pijuí corona rojiza, mosquerito silbador o piojito silbón, chingolo, tovaca común, hornero, ratona común, batará negro, batará goteado, batará gigante, batará copetón, bailarín oliváceo, bailarín verde, bailarín azul, boyero ala amarilla, urraca común, boyero cacique; y otras aves como el tero común y el surucuá común.
Reptiles
Lagarto overo o teyú-guazú, víbora de cascabel, coral roja y negra o mboi-chumbé, y yarará chica (Bothrops neuwiedi).
Insectos
Entre otros, hay presencia de escarabajo rinoceronte (Enema pan) y variedad de mariposas como erato, yin-yang (Myscelia orsis), ganchuda (Taygetis ypthima), hermes (Hermeuptychia hermes), dama pintada (Vanessa braziliensis) y otras de las familias Nymphalidae y Papilionidae.